# Demokratyczna Opozycja Serbii
Demokratyczna Opozycja Serbii (serb. Demokratska opozicija Srbije / Демократска oпозиција Cрбије, DOS) – koalicja serbskich demokratycznych partii politycznych i organizacji politycznych, działająca w latach 2000–2003, która odsunęła od władzy Slobodana Miloševicia.

## Historia
DOS powstała 10 stycznia 2000. Skupiła praktycznie wszystkie siły opozycyjne z wyjątkiem Serbskiego Ruchu Odnowy Vuka Draškovicia, który po krótkiej współpracy z sojuszem zdecydował się na jego opuszczenie. Jej przywódca Vojislav Koštunica z Demokratycznej Partii Serbii w wyborach na urząd prezydenta Jugosławii w tym samym roku pokonał dotychczas rządzącego Slobodana Miloševicia. Kontrolowana przez władze komisja wyborcza odmówiła uznania tych wyników. Wywołało to masowe wielotysięczne protesty w całym kraju, w trakcie których 5 października 2000 doszło do zajęcia instytucji rządowych. Ostatecznie 7 października tegoż roku Vojislav Koštunica objął urząd prezydenta Jugosławii.
Koalicja zwyciężyła następnie w wyborach parlamentarnych, przeprowadzonych 23 grudnia 2000, wprowadzając 176 deputowanych do 250-osobowego Zgromadzenia Narodowego.
W ramach DOS podział mandatów pomiędzy poszczególne ugrupowania kształtował się następująco:
- Partia Demokratyczna (DS), lider: Zoran Đinđić – 46 mandatów,
- Demokratyczna Partia Serbii (DSS), lider: Vojislav Koštunica – 44 mandaty,
- Obywatelski Sojusz Serbii (GSS), lider: Goran Svilanović – 9 mandatów,
- Nowa Demokracja (ND), lider: Dušan Mihajlović – 9 mandatów,
- Socjaldemokracja (SD), lider: Vuk Obradović – 9 mandatów,
- Nowa Serbia (NS), lider: Velimir Ilić – 8 mandatów,
- Chrześcijańsko-Demokratyczna Partia Serbii (DHSS), lider: Vladan Batić – 7 mandatów,
- Demokratyczna Alternatywa (DA), lider: Nebojša Čović – 6 mandatów,
- Liga Socjaldemokratów Wojwodiny (LSV), lider: Nenad Čanak – 6 mandatów,
- Związek Węgrów Wojwodiny (SVM), lider: József Kasza – 6 mandatów,
- Ruch na rzecz Demokratycznej Serbii (PDS), lider: Momčilo Perišić – 5 mandatów,
- Centrum Demokratyczne (DC), lider: Dragoljub Mićunović – 4 mandaty,
- Koalicja Wojwodiny (w tym NSS), lider: Dragan Veselinov – 4 mandaty,
- Reformatorzy Wojwodiny (RV), lider: Mile Isakov – 4 mandaty,
- Unia Socjaldemokratyczna (SDU), lider: Žarko Korać – 4 mandaty,
- Demokratyczna Partia Sandżaku (SDP), lider: Rasim Ljajić – 2 mandaty,
- Liga na rzecz Šumadiji (LŠ), lider: Branislav Kovačević – 1 mandat,
- Stowarzyszenie Wolnych i Niezależnych Związków Zawodowych Serbii (ASNS), lider: Dragan Milovanović – 1 mandat,
- Serbski Ruch Oporu (SPO-dp) – polityczna organizacja Serbów z Kosowa – 1 mandat.

Sukces wyborczy pozwolił skonstruować koalicyjny rząd, na czele którego w styczniu 2001 stanął Zoran Đinđić z Partii Demokratycznej. Już w lipcu tegoż roku DOS opuściła Demokratyczna Partia Serbii prezydenta Jugosławii Vojislava Koštunicy, protestując przeciwko ekstradycji Slobodana Miloševicia. Zmiany w składzie sojuszu wynikały także m.in. z rozłamu w partii Socjaldemokracja i wykluczenia z DOS Nowej Serbii.
W wyborach na urząd prezydenta Serbii z 16 listopada 2003 oficjalnym kandydatem DOS był Dragoljub Mićunović. Przegrał z Tomislavem Nikoliciem z SRS, jednak wybory okazały się nieważne. 18 listopada 2003 Demokratyczna Opozycja Serbii została oficjalnie rozwiązana. W wyborach parlamentarnych z tego samego roku ugrupowania tworzące DOS startowały z szeregu różnych list wyborczych.